# Ptačí skály
Ptačí skály (německy Vogelstein, polsky Ptasie skały) je skupina žulových skal v polské části Krkonoš. Skály se nacházejí na území gminy Podgórzyn v okrese Krkonoše v Dolnoslezském vojvodství.
Ptačí skály leží zhruba 500 metrů vzdušnou čarou od česko-polské státní hranice na severním svahu Stříbrného hřebene, v jeho bočním výběžku, směřujícím k severozápadu od hory Smogornia, česky Stříbrný hřbet.
Jde o skupinu skal, jež se skládá z několika torů 5–7 metrů vysokých, které se tyčí v nadmořské výšce od 1005 do 1046 m n. m., na vrcholku a západním svahu vrchu Ptasiak.

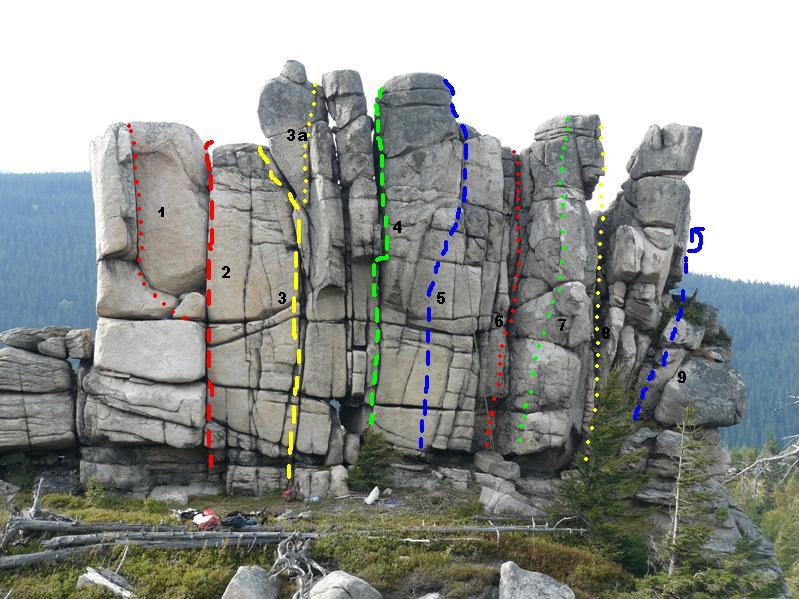
Vyznačení lezeckých cest

Ptačí skály jsou příležitostně využívány k boulderingu nebo horolezectví stejně jako blízké Švédské skály (pol. Szwedzkie skały) nebo Sloup (pol. Słup) v dolině Myi.